# Майкл Оукшотт
Майкл Оукшотт (11 грудня 1901, Лондон — 9 грудня 1990, там само) — англійський політичний філософ консервативного спрямування. У Кембриджі зазнав впливу філософії Мак-Таггарта. Брав участь у Другій світовій війні. Викладав в Лондонській школі економіки.